# تست بنچ

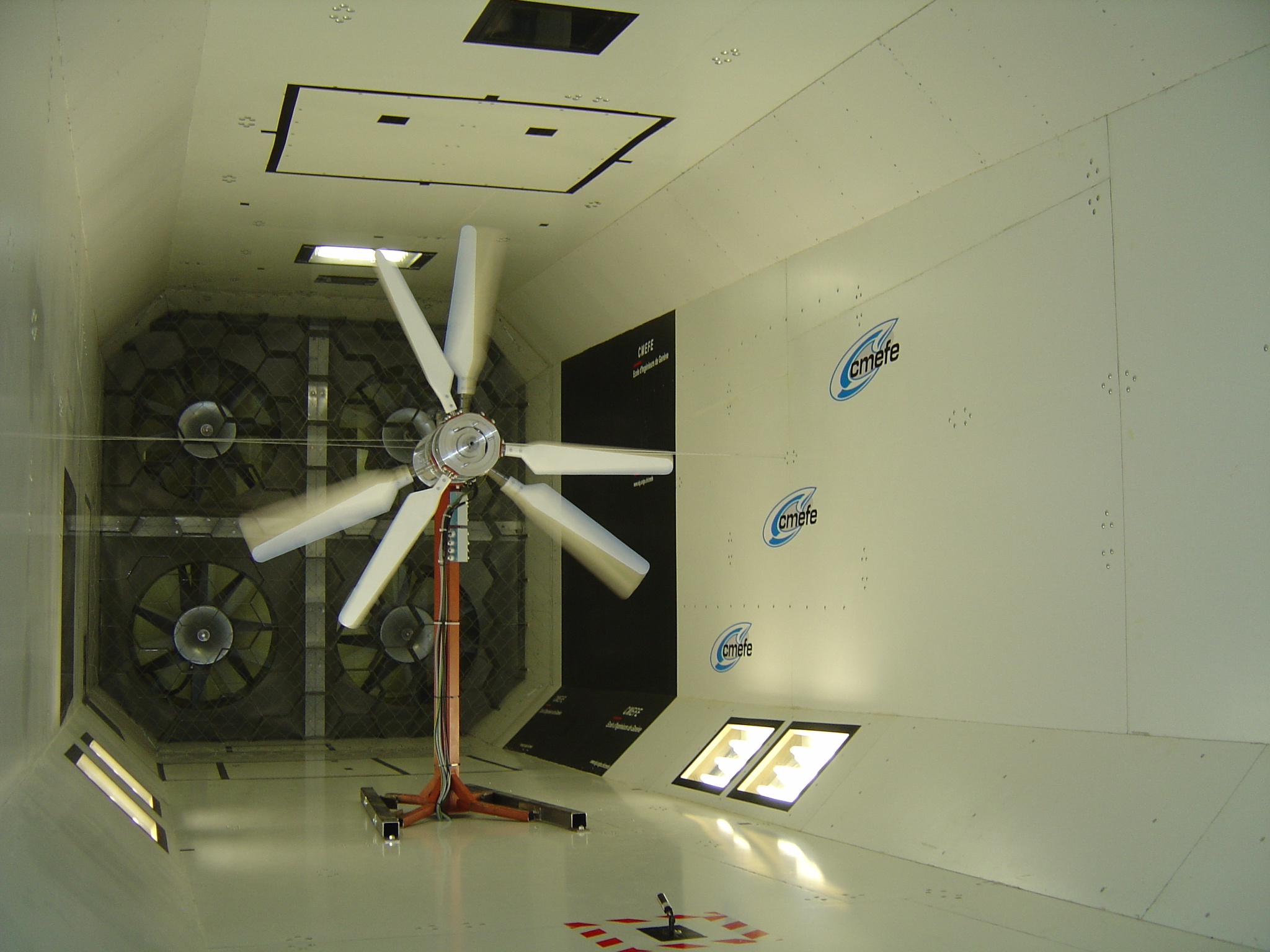
آزمایش تجربی Eolienne HES-SO در تونل باد cmefe هپیا ژنو

یک تست بنچ یا میز تست، محیطی است که برای تأیید درستی یا صحت یک طراحی یا مدل استفاده می‌شود.
این اصطلاح ریشه در آزمایش دستگاه‌های الکترونیکی دارد، که در آن یک مهندس در یک نیمکت آزمایشگاهی با ابزارهای اندازه‌گیری و دستکاری، مانند اسیلوسکوپ، مولتی‌متر، آهن لحیم‌کاری، برش دهنده سیم و غیره، و به صورت دستی صحت دستگاه تحت آزمایش (DUT) را تأیید می‌کند.
در زمینه نرم‌افزار یا سفت‌افزار یا مهندسی سخت‌افزار، یک تست بنچ محیطی است که در آن محصول تحت توسعه با کمک ابزارهای نرم‌افزاری و سخت‌افزاری مورد آزمایش قرار می‌گیرد. ممکن است نرم‌افزار در برخی موارد نیاز به اصلاح جزئی داشته باشد تا با هیئت تست کار کند اما کدگذاری دقیق می‌تواند اطمینان حاصل کند که تغییرات می‌توانند به راحتی و بدون معرفی اشکالات انجام شوند.
اصطلاح «تست بنچ» در طراحی دیجیتال با زبان توصیف سخت‌افزار برای توصیف کد آزمون استفاده می‌شود که دستگاه تحت آزمایش را معرفی می‌کند و آزمون را اجرا می‌کند.
یک معنای اضافی برای «تست بنچ» یک محیط ایزوله و کنترل‌شده‌است، بسیار شبیه به محیط تولید اما نه پنهان و نه قابل‌مشاهده برای عموم مردم، مشتریان و غیره؛ بنابراین ایجاد تغییرات ایمن است، زیرا کاربران نهایی درگیر نیستند.